# Haus Maria Rast

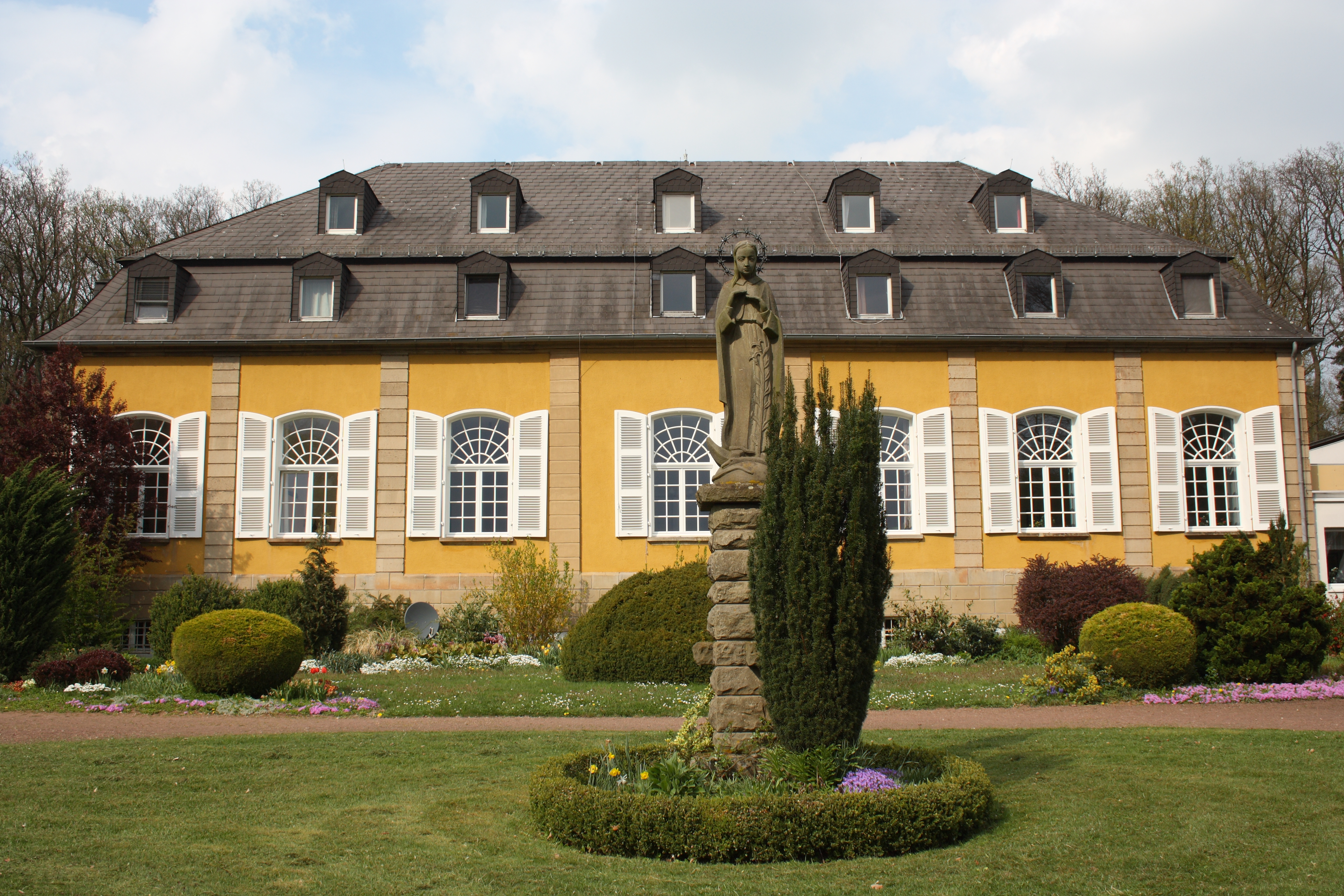
Haus Maria Rast (Südseite)

Haus Maria Rast (früher Haus Broich) ist ein ehemaliges Herrenhaus der Adelsfamilie von Mallinckrodt in Kreuzweingarten, einem Stadtteil von Euskirchen in Nordrhein-Westfalen, das heute als Bildungsstätte der Schönstätter Marienschwestern dient. Seit 1993 steht das Herrenhaus unter Denkmalschutz.

## Geschichte
Max von Mallinckrodt ließ nach eigenen Plänen das 1899 fertiggestellte Herrenhaus errichten, das ein Gegenpart zu Schloss Wachendorf sein sollte, welches im Besitz seines Bruders Paul von Mallinckrodt war. Das Herrenhaus wurde nach der Flurbezeichnung des Geländes Haus Broich genannt.
Zu dem Anwesen gehörte auch der in der Nähe gelegene Gutshof Broicherhof, über dessen Tor das Wappen der Familie von Mallinckrodt angebracht ist.
Zu Silvester 1944/45 wurde das Anwesen bei einem Bombenangriff so schwer beschädigt, dass es unbewohnbar wurde. Der Erbe Gerd von Mallinckrodt verkaufte 1947 die ruinierten Gebäude an das Säkularinstitut der Schönstätter Marienschwestern, die auf dem Gelände eine Bildungsstätte errichteten. Das Herrenhaus wurde wieder errichtet und daneben Neubauten angefügt.

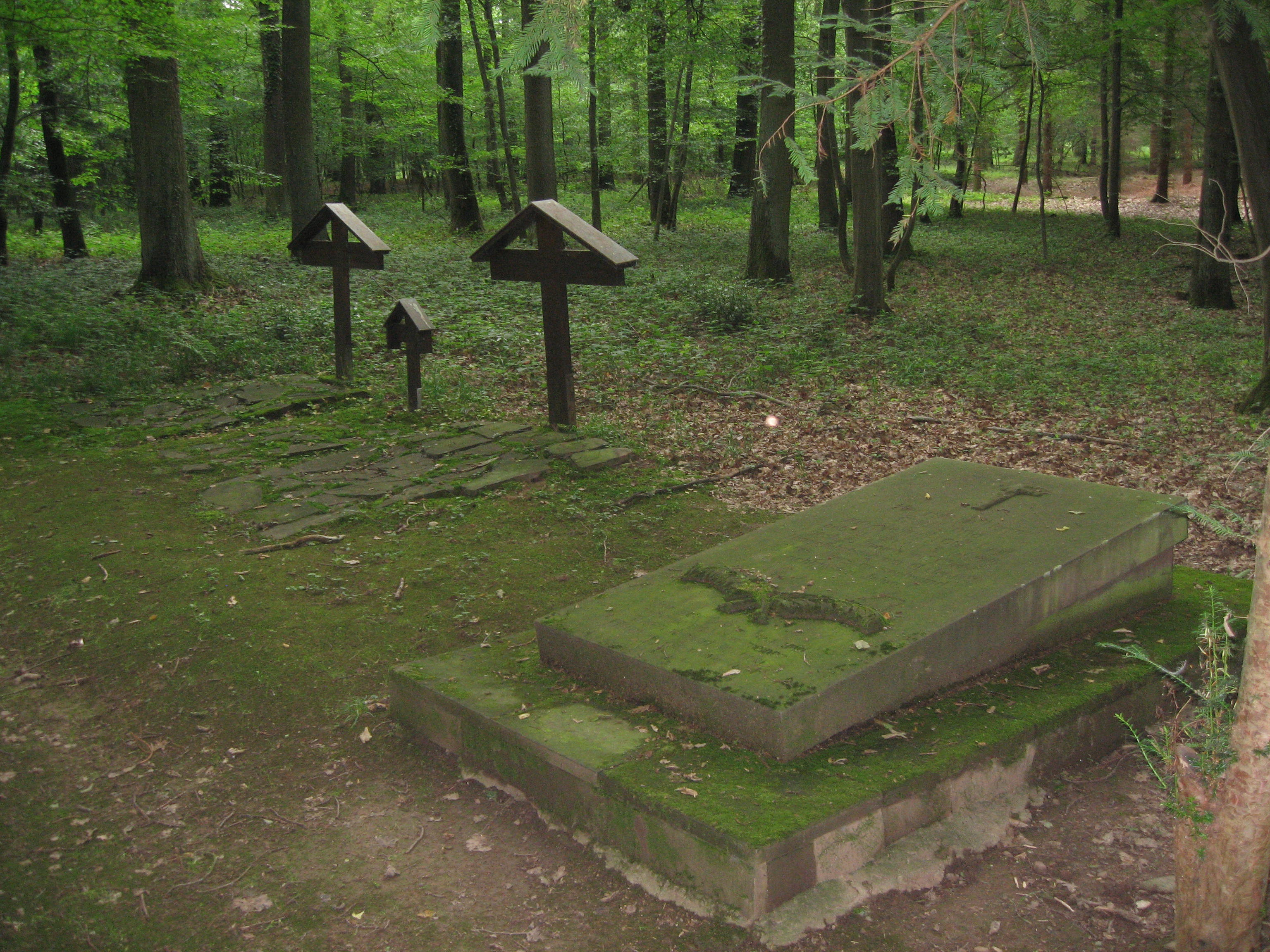
Gräber der Familie von Mallinckrodt im Broicher Bruch

Haus Broich liegt am Südrand des Broicher Bruchs, einem Waldgebiet. Mitten in diesem Wald liegen auf einem Friedhof einige Mitglieder der Familie von Mallinckrodt und von Birckhahn begraben.
- Anna von Mallinckrodt-Peil (1846–1931)
- Max von Mallinckrodt (1873–1944)
- Cordelia von Mallinckrodt, geb. Merrem (1883–1944)
- Gerd von Mallinckrodt (1908–1982)
- Hanna von Mallinckrodt, geb. Pehle (1924–2018)
- Max Michael von Mallinckrodt (1949)
- Wilhelm von Birckhahn (1878–1947)
- Erna von Birckhahn (1883–1945)
- Wilhelm Kurt von Birckhahn (1945)

## Architektur

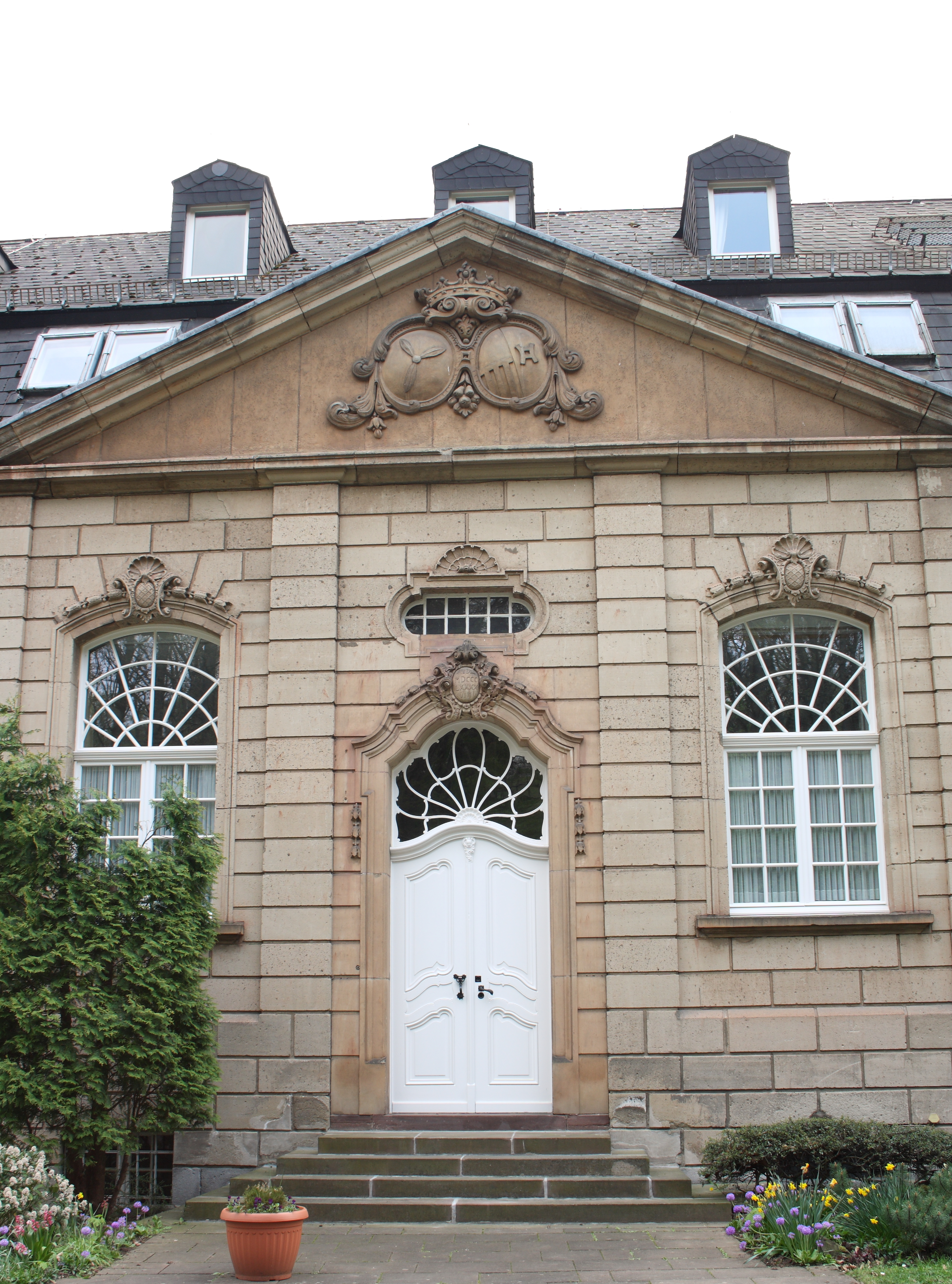
Portal von Haus Maria Rast

Das Herrenhaus mit sieben Achsen und Rundbogenfenstern liegt erhöht am Waldrand und bietet einen weiten Blick in die Landschaft. An der Nordseite befindet sich mittig das Hauptportal mit dem Wappen des Erbauers und seiner Frau Cordelia Merrem (rechts) aus Köln.